# Скіфський курган (Хмельницький)
Скі́фський курга́н — археологічний об'єкт, розташований на Проспекті Миру, 102, у місті Хмельницькому. Має охоронний статус згідно з розпорядженням Хмельницької обласної державної адміністрації від 18 травня 1999 року за № 194/99-р.

## Історія
Курган розташований над схилом лівого берега річки Південний Буг на вододільній частині плато. Поверхня кургану задернована. Перші згадки про скіфський курган, датовані 1901 роком, є у Ю. Й. Сіцінського в його роботі «Археологічна карта Подільської губернії».
У 1997 році польові дослідження у цьому місці проводила охоронна археологічна експедиція за участю С. Ю. Демидка.
Заступник голови громадської організації «Українська громада» Володимир Кузьма стверджував, що скіфський могильний курган був насипаний не пізніше VII–III століть до н. е.
Станом на 1 липня 2016 року відділ охорони пам'яток історії та культури у Хмельницькій області підготував акт технічного стану, облікову картку, паспорт, охоронний договір з Хмельницьким міським головою О. С. Симчишиним на курган на проспекті Миру, 102, для збереження та охорони кургану.
Станом на 2016 рік висота насипу кургану становить до 2 метрів, а його діаметр — близько 20 метрів.
У 2006 році курган обстежив І. Р. Михальчишин, і в своєму звіті він вказав розміри 40—25 метрів в діаметрі та 2 метри висотою. Насип об'єкту розтягнутий у східному напрямку, на що могла вплинути забудова навколишніх житлових споруд. І. Р. Михальчишин вважає, що скіфський курган можна віднести до II—I тисячоліть до н. е. через його розміри та розташування у високій точці.
На місці об'єкту хмельницькі активісти встановили дерев'яний хрест. Ініціатором цього був редактор газети «Проскурів» Б. П. Теленько.
У 2010 році курган було обстежено І. Р. Михальчишиним, С. М. Шпаковським, У 2016 році — С. О. Семенчуком, С. М. Шпаковським. Є підстави вважати, що скіфський курган у Хмельницькому належить до доби бронзи.

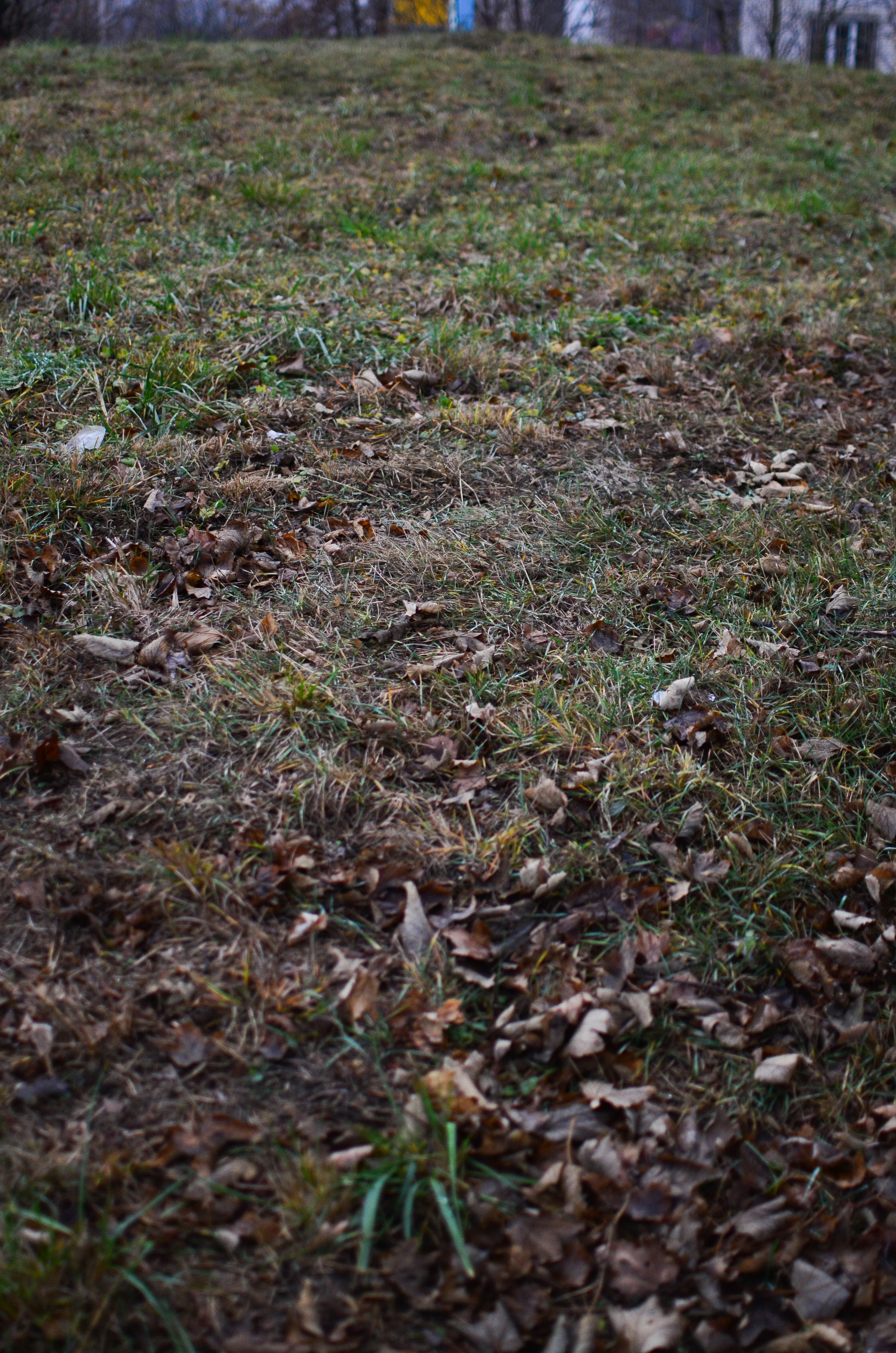
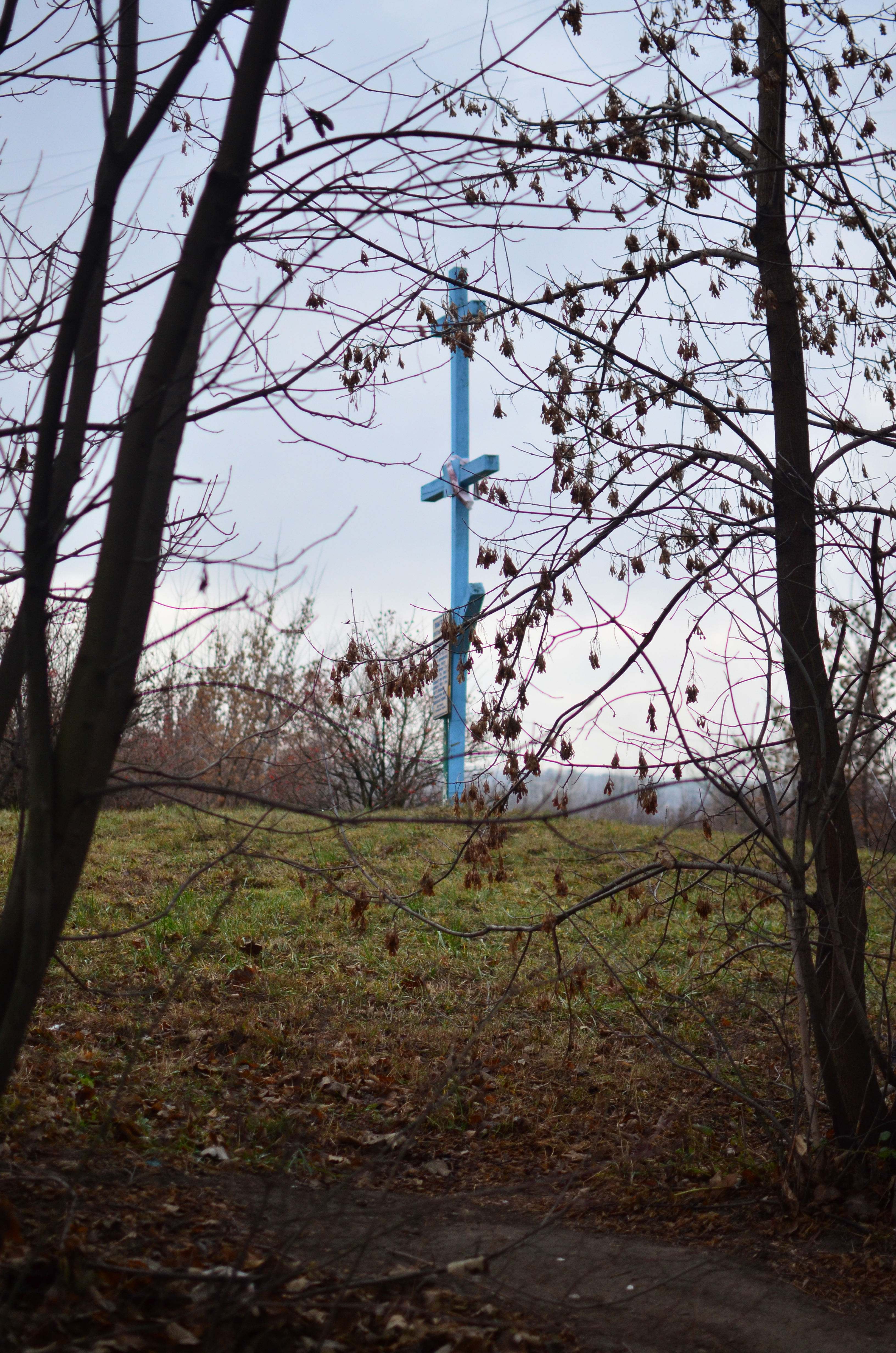
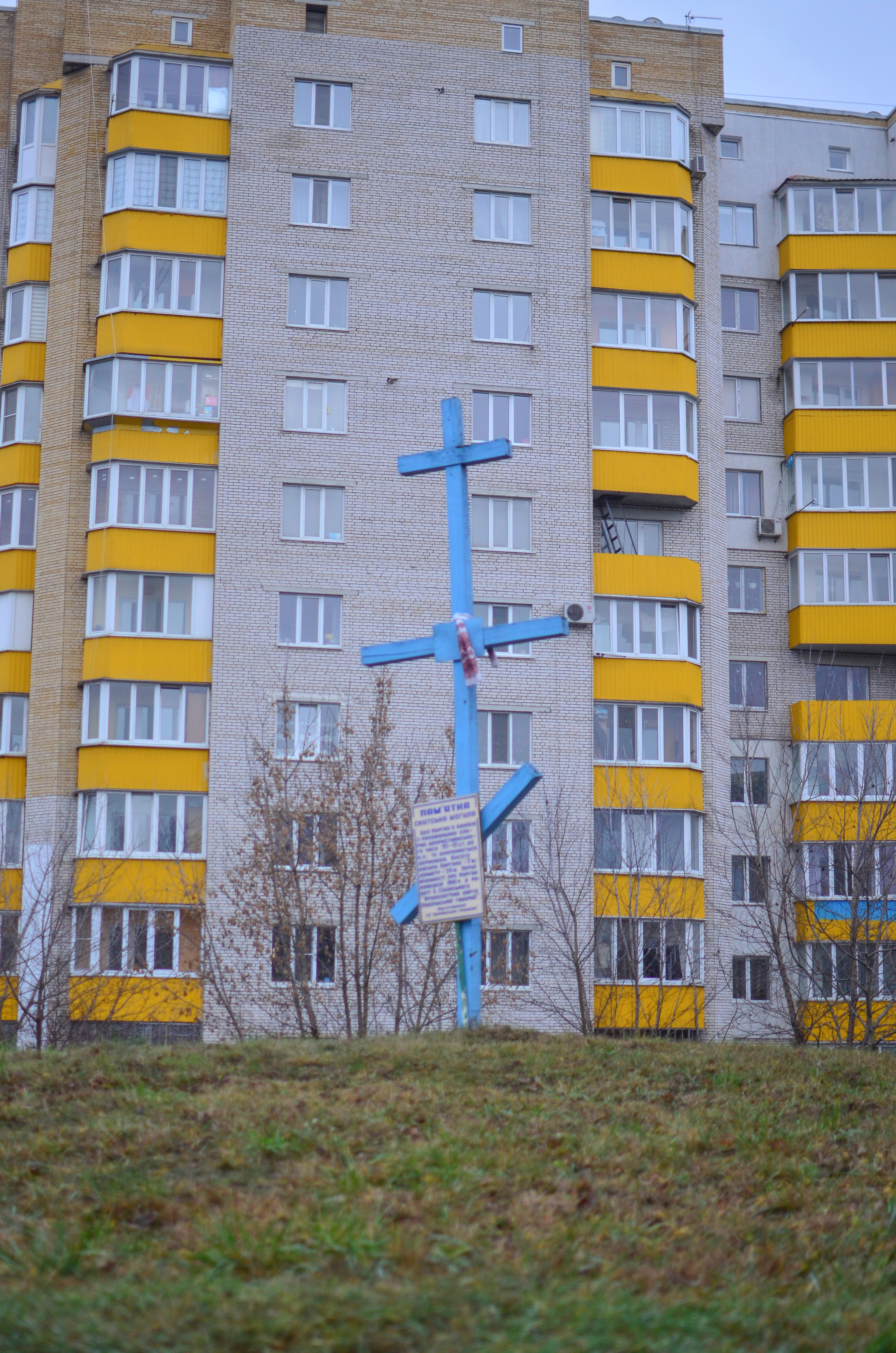
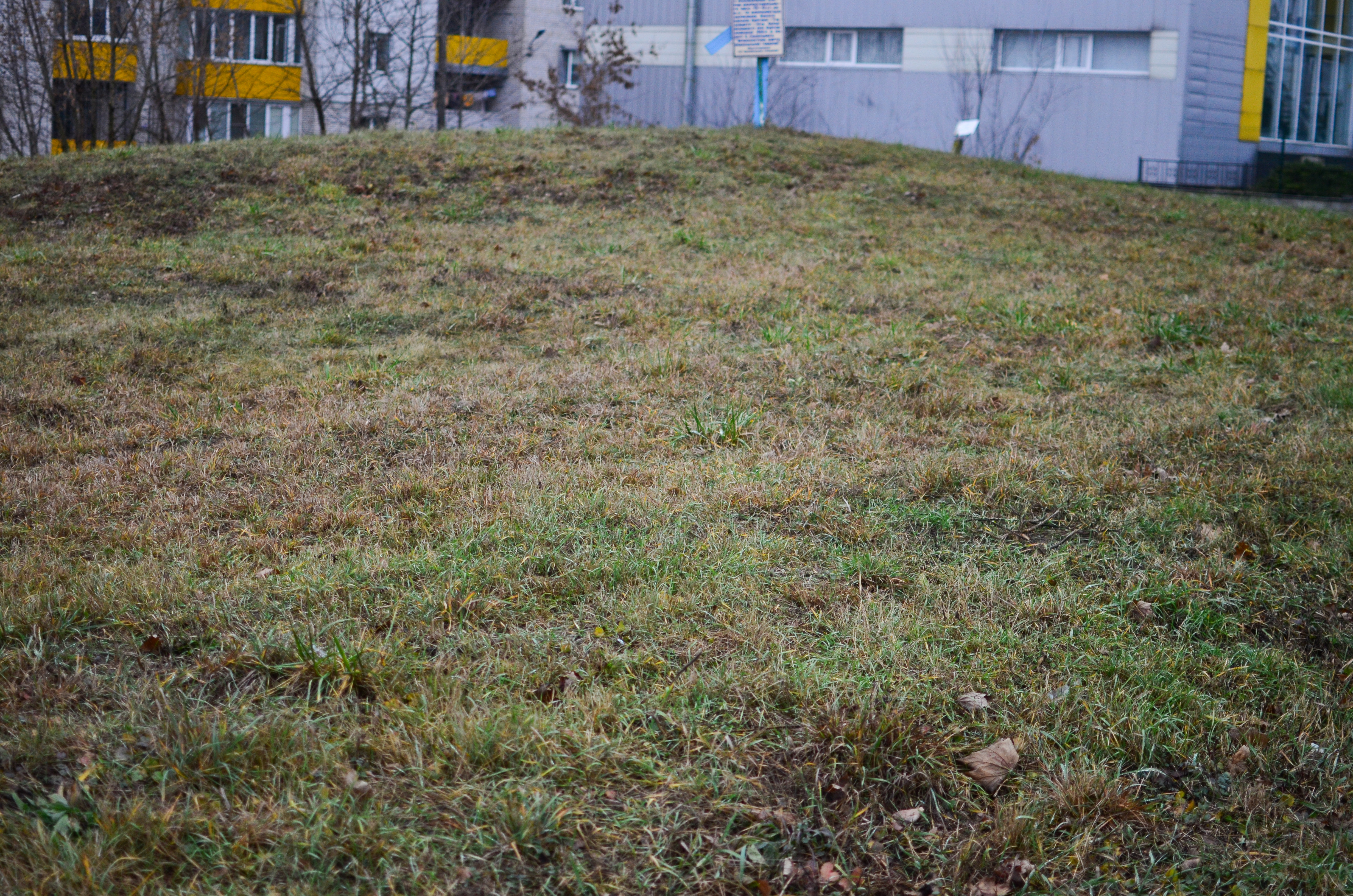
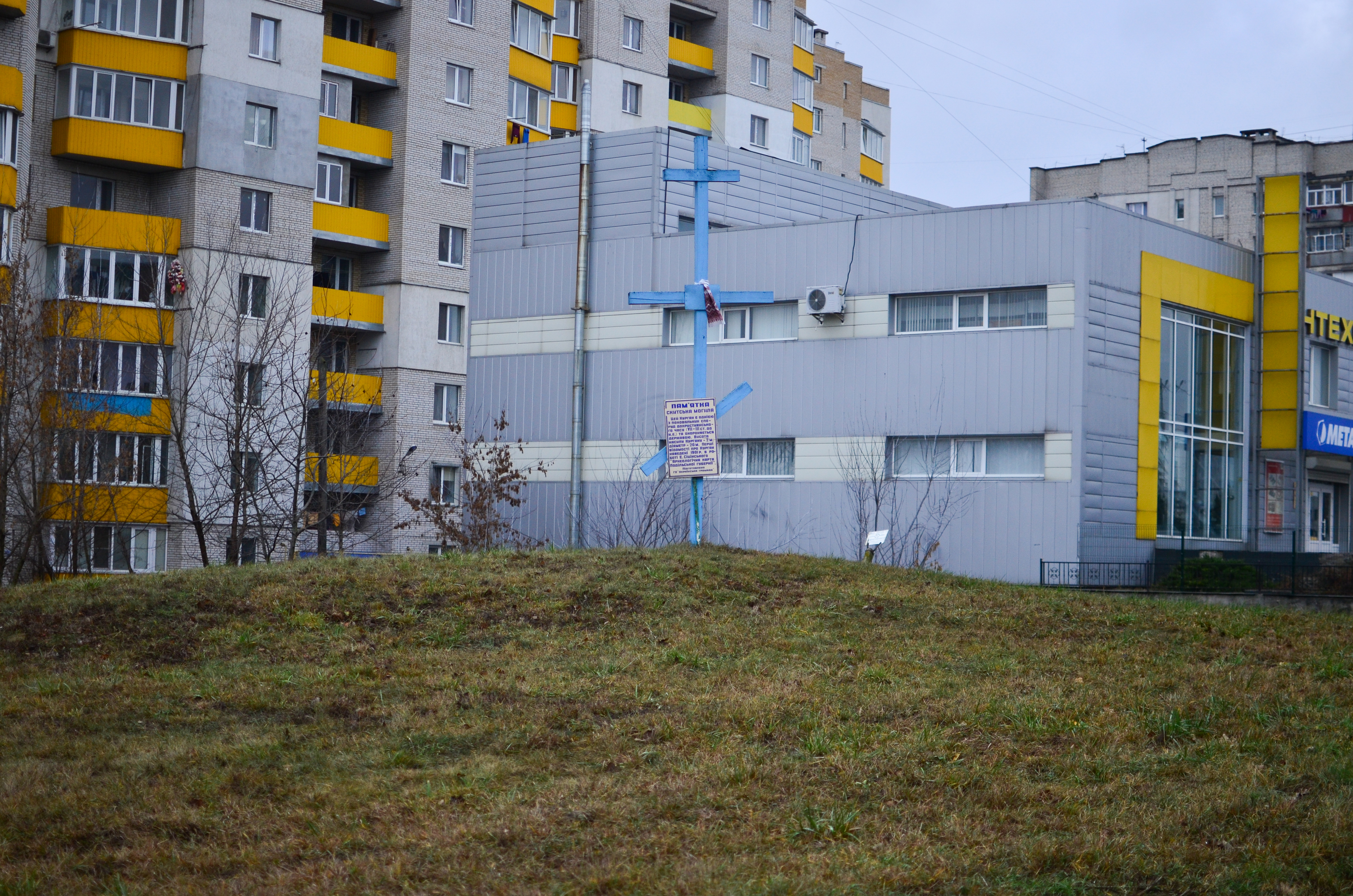
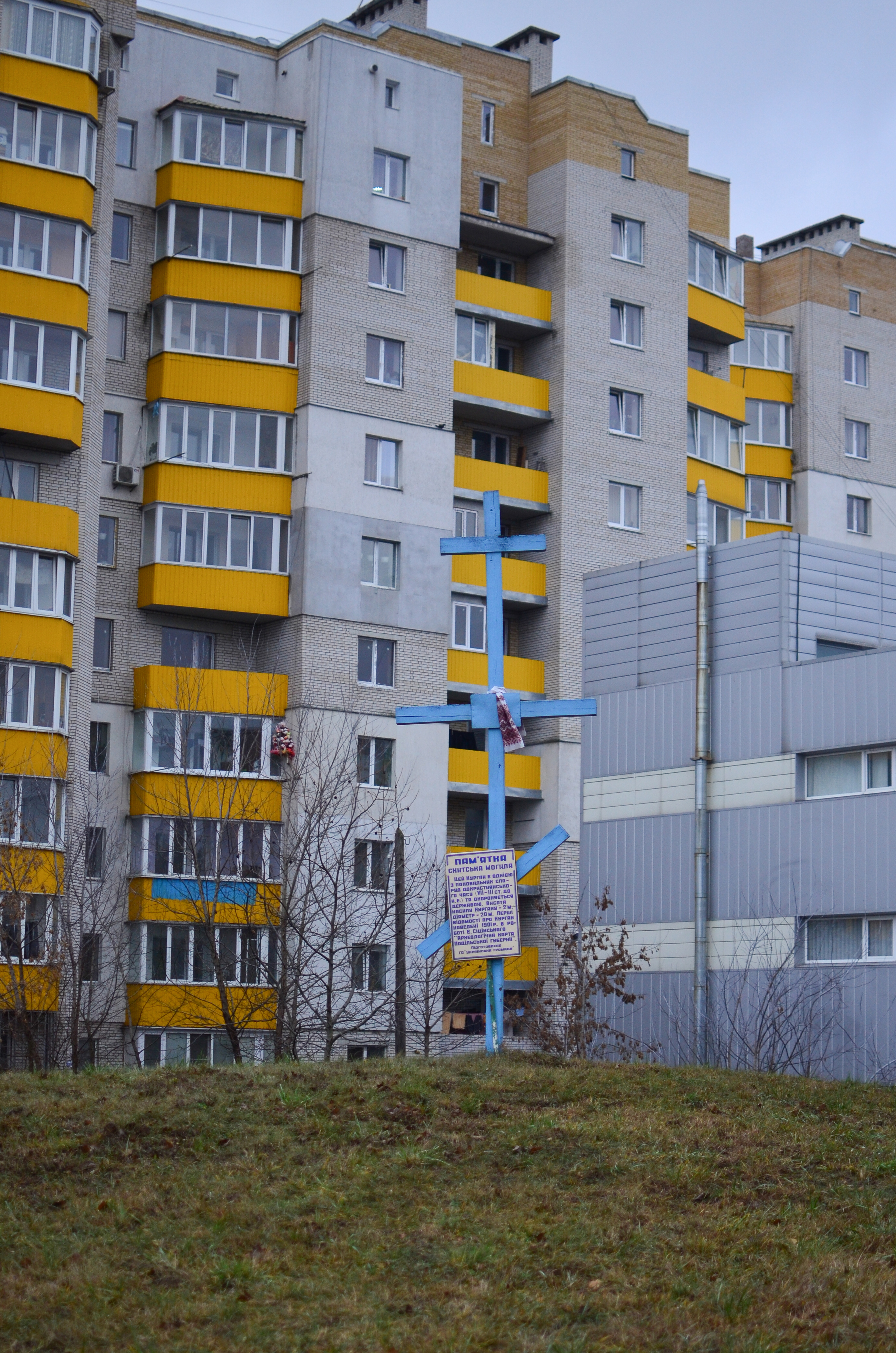

Скіфський курган у Хмельницькому відносять до культури племені скитів-орачів. Припускають, що на цьому місці була битва з чужинцями. Загиблі у бою одноплемінники могли бути поховані у цьому кургані.
Оскільки скіфський курган перебував у зоні забудови житловими будинками, його могли знищити під час робіт. Табличка про цінність об'єкту на цьому місці була відсутня. Представники місцевого козацтва вирішили захистити місце і встановили на верхівці кургану дерев'яний хрест, який і врятував це місце від забудови.
У 2010 році на сесії міської ради було підтримано звернення громадського об'єднання «Українська громада», згідно з яким міському управлінню архітектури та містобудування треба було провести конкурс для спорудження пам'ятника «Скіфський курган — історія наших предків». За результатами цього конкурсу переміг проєкт народного художника України Миколи Мазура. На території кургану планували побудувати чотири великі камені, які б вказували на сторони світу і створити давній посівний календар. Створення композиції оцінювалося в три мільйона гривень.